# Angeliño
Angeliño, właśc. José Ángel Esmoris Tasende (ur. 4 stycznia 1997 w Coristanco) – hiszpański piłkarz występujący na pozycji obrońcy we włoskim klubie AS Roma, do którego jest wypożyczony z RB Leipzig. Wychowanek Deportivo La Coruña, w swojej karierze grał także w takich zespołach jak New York City, Girona, Mallorca, NAC Breda oraz PSV. Były młodzieżowy reprezentant Hiszpanii.